# Allan Anthony Costly
Allan Anthony Costly Blyden (Tela, 1954. december 13. –) hondurasi válogatott labdarúgó.

## Pályafutása

### Klubcsapatban
Pályafutása során a hondurasi Tela Timsa és a Real España játékosa volt. Az 1982–83-as idényben Spanyolországban játszott a Málaga együttesében. 

### A válogatottban
1977 és 1978 között 41 alkalommal szerepelt a hondurasi válogatottban és 3 gólt szerzett. Részt vett az 1982-es világbajnokságon. A Spanyolország, az Észak-Írország és a Jugoszlávia elleni csoportmérkőzéseken kezdőként lépett pályára.

### Magánélete
Carlo Costly hondurasi válogatott labdarúgó édesapja.

## Sikerei, díjai
Real España
- Hondurasi bajnok (3): 1980, 1988, 1990
- UNCAF-klubcsapatok kupája döntős (1): 1979

Honduras
- CONCACAF-bajnokság (1): 1981